# Perubalsam

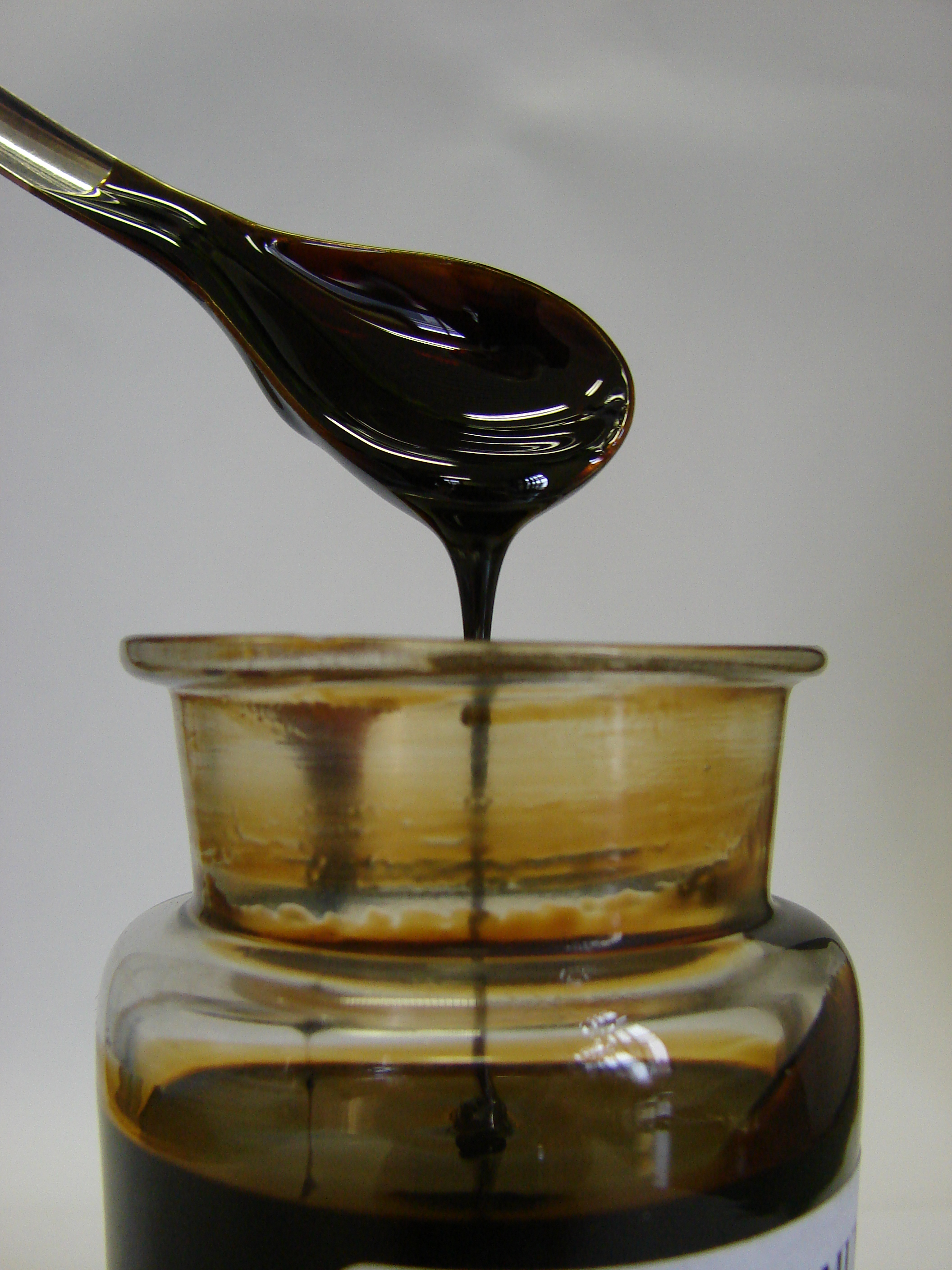
Perubalsam

Perubalsam (Balsamum peruvianum) ist ein Balsam, der aus dem Balsambaum (Myroxylon balsamum var. pereirae (Royle) Harms) gewonnen wird.  Entgegen seinem Namen stammt er aus Mittelamerika und Südostasien, Sri Lanka. Der Name Peru-Balsam ist entstanden, als Mittelamerika zur Zeit der Eroberung Mittel- und Südamerikas durch die Spanier zum Vizekönigreich Peru gehörte.

## Gewinnung
Am Fuß des Baums wird die Rinde (Cortex Peruvianus) an mehreren Stellen mit etwas Abstand voneinander weichgeklopft und dann die Borke abgenommen. Nach ca. 5 Tagen wird der austretende Wundsaft (Balsam) mit Lappen aufgenommen, dieser wird als „Taguazonte“ oder „Tacusonte“ bezeichnet. Nachdem der erste Ausfluss endet, werden diese Stellen angeschwelt, nach ca. einer Woche tritt dann der Balsam in größerer Masse aus. Der austretende Balsam wird ebenfalls mit Lappen aufgenommen, die wöchentlich erneuert werden. Dies wird etwa dreimal wiederholt. Dieses Produkt wird „Balsamo de Trapo“ oder „Balsamo de Panal“ genannt. Danach wird durch Einritzungen und Entfernen der zu stark verbrannten Stellen sowie nochmaliges Anschwelen der Balsamfluss erneut angeregt. Nach einigen Tagen tritt neuer Balsam aus, der noch 1–2 Lappen sättigt. Dieser Balsam wird als „Balsamo de contrapique“ bezeichnet. Er enthält mehr Verunreinigungen und weniger Cinnamein. Es wird dann erneut angeschwelt, worauf nochmals Balsam austritt, ebenfalls 1–2 Lappen, danach sind die Stellen erschöpft. Es muss darauf geachtet werden, dass die Ausflussstellen am Schluss noch mit Balsam bedeckt werden, um eine Verschließung der Wundstellen zu erreichen.
Die mit Balsam getränkten Lappen werden jeweils in einem Topf mit Wasser ausgekocht, der Balsam (Lappenbalsam) setzt sich dabei teilweise am Boden des Topfes ab. Die Lappen werden nachher ausgepresst, um den Rest des Balsams zu gewinnen. Der Rohbalsam wird erhitzt und vom Wasser befreit, die Verunreinigungen werden abgeschöpft. Zuletzt wird der Bast abgekratzt, zerkleinert und ausgekocht, dies ergibt ebenfalls einen Balsam (Rindenbalsam) „Balsamo de Cascaro“, der meist mit dem Lappenbalsam vermischt wird. Die abgeseihten Rindenstücke, „Estoraque“ genannt, werden als Insektenschutz in Form von Räucherwerk und neuerdings in Hautcremes verwendet.
Dann wird mit den nächsten Stellen oberhalb am Baum ebenso verfahren. Die Gewinnung dauert von November bis April oder Ende Mai.

## Eigenschaften
Perubalsam ist eine dunkelbraune, dickliche, nicht klebende Flüssigkeit von aromatischem, an Vanille erinnerndem Geruch mit leicht bitterem Geschmack.
Der Stoff ist leicht löslich in Ethanol und Chloroform, nicht löslich in fetten Ölen (mit Rizinusöl bis 15 % mischbar), unlöslich in Wasser. Er ist schwerer als Wasser, das spezifische Gewicht beträgt 1,135–1,145.
Perubalsam besteht zu 45–75 % aus einem Estergemisch (früher als Cinnamein bezeichnet), das zu 2/3 aus Benzoesäurebenzylester und 1/3 aus Zimtsäurebenzylester zusammengesetzt ist. Ferner sind 25 bis 30 % Harze, Benzoesäure, Zimtsäure, Vanillin, ca. 5 % Nerolidol und Farnesol in der Substanz zu finden.
Der Perubalsam wird mit anderen Balsamen, Kolophonium, Benzoe und Terpentin verfälscht.

## Verwendung
In der Medizin findet Perubalsam Verwendung als Wundheilmittel (5–20 %) in Salben und Hämorrhoidenzäpfchen sowie in der Parfümerie als fixierende Komponente, um 'warme Süße' zu vermitteln. Manchmal wird er als Räucherwerk verwendet. In der römisch-katholischen Kirche wurde Perubalsam durch einen Erlass von Papst Pius V. zum offiziellen Ersatzstoff für echten Weihrauch zur Verwendung in der Liturgie erklärt, da Weihrauch früher schwer erhältlich und teuer war.
Der beim Verbrennen entstehende Duft erinnert entfernt an Schokolade. Allerdings reizt der Rauch des Balsams stark die Atemwege und kann heftiges Husten auslösen.
Die Kosmetikrichtlinie der EU verbietet seit Juli 2005 den Einsatz von Perubalsam als Duftinhaltsstoff wegen häufig auftretender Kontaktallergien. Die Parfümhersteller verwenden an seiner Stelle das als unbedenklich geltende Perubalsamöl, das durch Destillation aus dem Balsam gewonnen wird.